# Leye (Odenthal)
Leye ist ein Ortsteil in Unterodenthal in der Gemeinde Odenthal im Rheinisch-Bergischen Kreis. Er liegt am Ende der Straße Am Bökenberg südöstlich von Glöbusch. Er besteht aus einigen wenigen Häusern.

## Geschichte
Das Odenthaler Lehngut Leye hatte seinem Namen von dem Schiefer, der hier abgebaut wurde, siehe dazu auch Schieferley. Der Ort gehörte zum Hofgericht Odenthal.
Die erste urkundliche Erwähnung stammt aus der neuen Zehntliste des Herrn zu Strauweiler vom 25. Juni 1602. Darin wird „Uff der Leyen“ in der Dorfhonschaft zur Erbringung eines ganzen Zehnts verpflichtet. 1659 hatte ein „Petter Kappes auf der Leyen“ „Handtdienste“ zu leisten.
Während des Spanischen Erbfolgekriegs hatten auch die Odenthaler ihre Beiträge zur Landesverteidigung zu leisten. In diesem Zusammenhang wird unter anderem der Kappes auf der Leyen aufgelistet. Er hatte 1 Palisade, 5 Faschinen und 15 Pfähle zu stellen.
Die Topographia Ducatus Montani des Erich Philipp Ploennies, Blatt Amt Miselohe, belegt, dass der Wohnplatz 1715 als Hof kategorisiert wurde und mit Leien bezeichnet wurde. Aus Carl Friedrich von Wiebekings Charte des Herzogthums Berg 1789 geht hervor, dass Leye zu dieser Zeit Teil von Unterodenthal in der Herrschaft Odenthal war.
Unter der französischen Verwaltung zwischen 1806 und 1813 wurde die Herrschaft aufgelöst. Leye wurde politisch der Mairie Odenthal im Kanton Bensberg zugeordnet. 1816 wandelten die Preußen die Mairie zur Bürgermeisterei Odenthal im Kreis Mülheim am Rhein.
Der Ort ist auf der Topographischen Aufnahme der Rheinlande von 1824, auf der Preußischen Uraufnahme von 1840 und ab der Preußischen Neuaufnahme von 1892 auf Messtischblättern regelmäßig als Leye verzeichnet.
| Jahr | Einwohner | Wohn- gebäude | Kategorie |
| ---- | --------- | ------------- | --------- |
| 1830 | 19        |               | Ackergut  |
| 1905 | 24        | 3             | Ortschaft |

## Denkmal
Haus Leye ist unter der Nummer 27 in der Liste der Baudenkmäler in Odenthal verzeichnet.

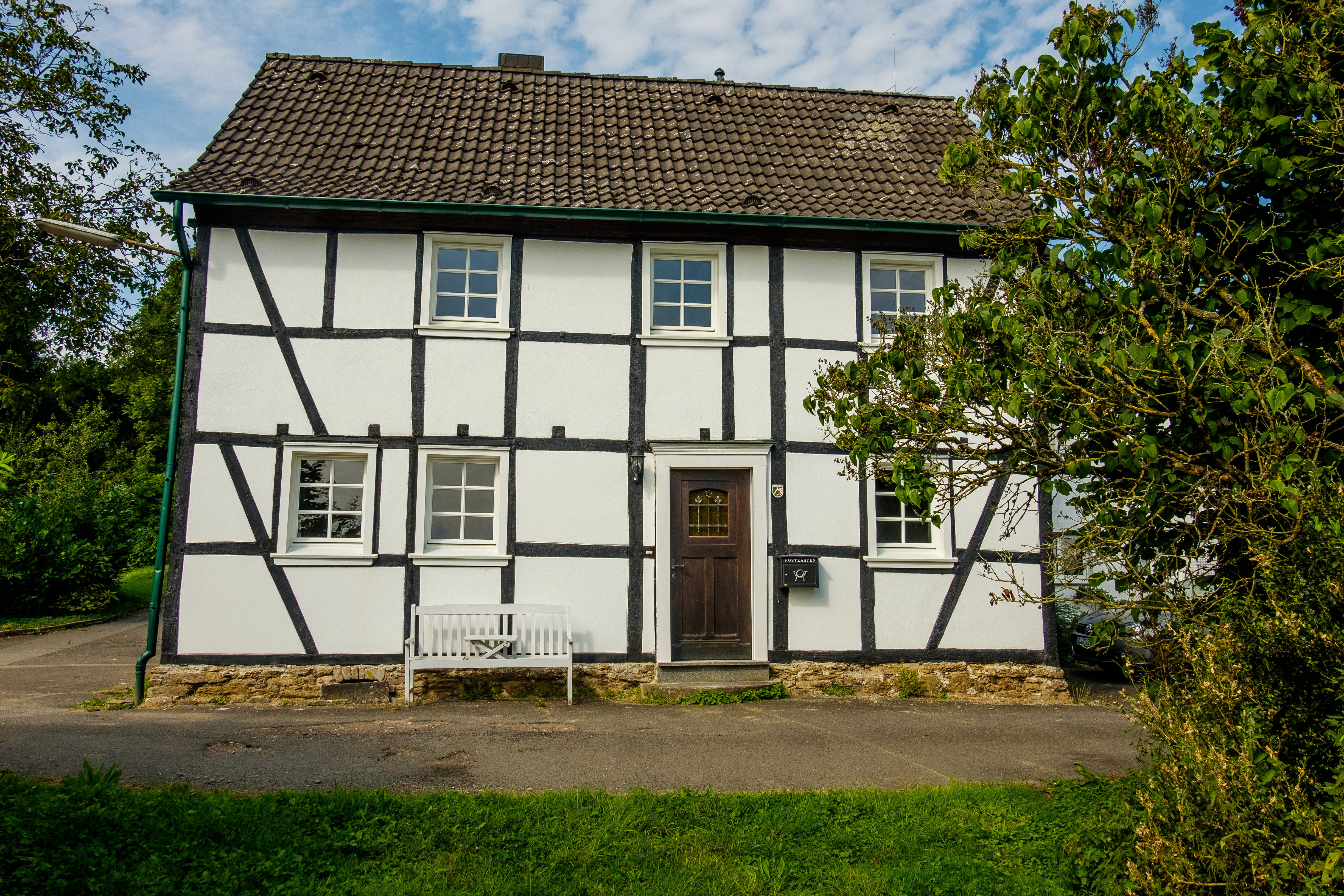
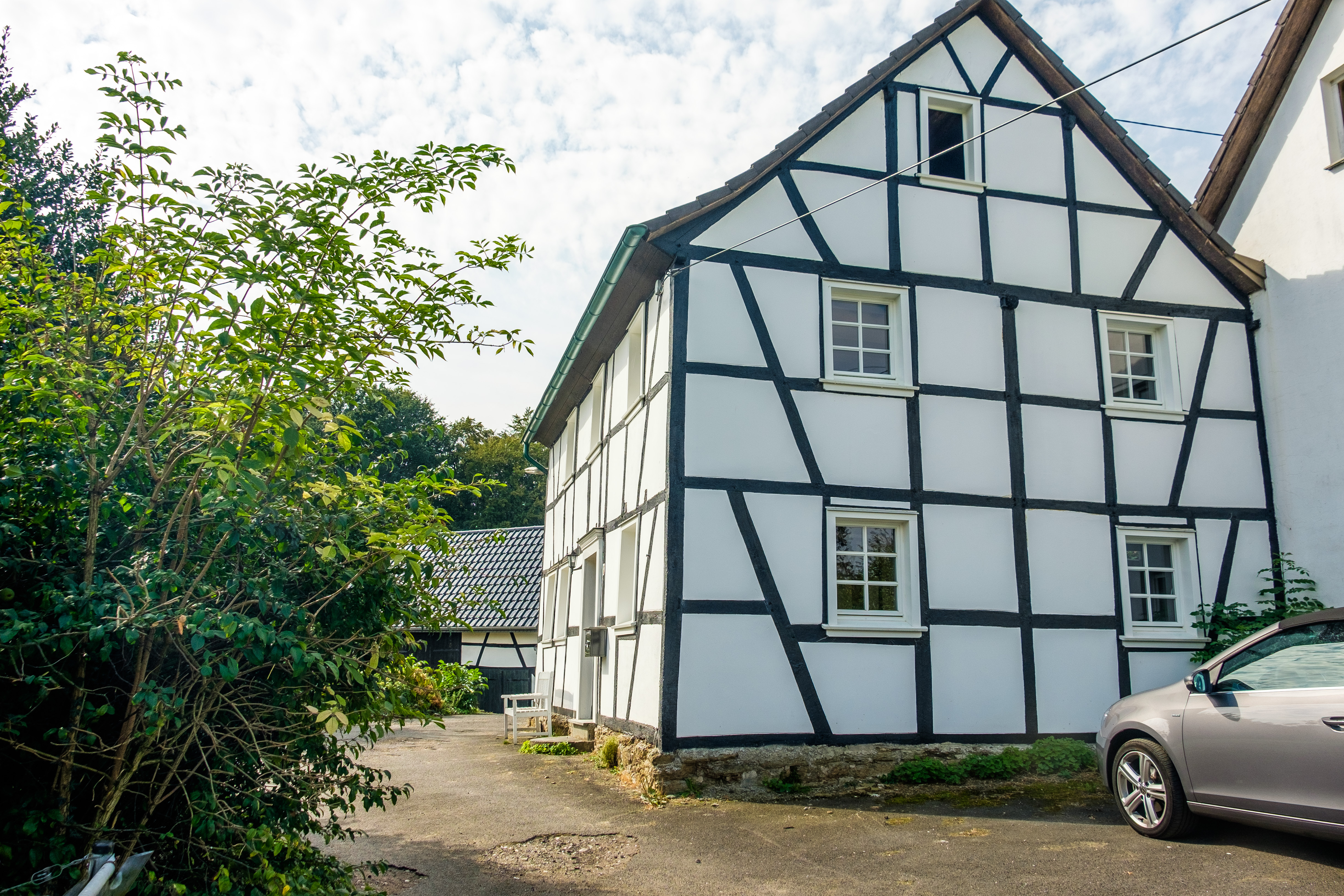